# Divizia A1 2021-2022 (pallavolo femminile)
La Divizia A1 2021-2022, 72ª edizione della massima serie del campionato rumeno di pallavolo femminile, si è svolta dall'8 ottobre 2021 al 27 aprile 2022: al torneo hanno partecipato dodici squadre di club rumene e la vittoria finale è andata per la sesta volta all'Alba-Blaj.

## Regolamento

### Formula
La formula ha previsto:
- Regular season, disputata con un girone all'italiana, con gare di andata e ritorno, per un totale di ventidue giornate: le prime quattro classificate hanno acceduto al girone per il primo posto (conservando i risultati della regular season), le classificate dal quinto all'ottavo posto hanno acceduto al girone per il quinto posto (conservando i risultati della regular season) e le ultime quattro hanno acceduto al girone per il nono posto (conservando i risultati della regular season).
- Girone per il primo posto, disputato con un girone all'italiana, con gare di andata e ritorno, per un totale di sei giornate: la prima classificata si è laureata campione di Romania.
- Girone per il quinto posto, disputato con un girone all'italiana, con gare di andata e ritorno, per un totale di sei giornate.
- Girone per il nono posto, disputato con un girone all'italiana, con gare di andata e ritorno, per un totale di sei giornate: le ultime due squadre classificate sono retrocessa in Divizia A2[2]

### Criteri di classifica
Se il risultato finale è stato di 3-0 o 3-1 sono stati assegnati 3 punti alla squadra vincente e 0 a quella sconfitta, se il risultato finale è stato di 3-2 sono stati assegnati 2 punti alla squadra vincente e 1 a quella sconfitta.
L'ordine del posizionamento in classifica è stato definito in base a:
- Punti;
- Numero di partite vinte;
- Ratio dei set vinti/persi;
- Ratio dei punti realizzati/subiti[2]

## Squadre partecipanti
| Club                  | Stagione | Città       | Impianto                        | Stagione precedente            |
| --------------------- | -------- | ----------- | ------------------------------- | ------------------------------ |
| Alba-Blaj             | dettagli | Blaj        | Sala Timotei Cipariu            | 2ª in Divizia A1               |
| Dacia Mioveni         | dettagli | Mioveni     | Sala Sporturilor                | 3ª in Divizia A2 (girone Est)  |
| Dinamo Bucarest       | dettagli | Bucarest    | Sala Polivalentă Dinamo         | 3ª in Divizia A1               |
| Lugoj                 | dettagli | Lugoj       | Sala Ioan Kunst Ghermănescu     | 5ª in Divizia A1               |
| Medgidia              | dettagli | Medgidia    | Sala Sporturilor Iftimie Ilisei | 4ª in Divizia A1               |
| Rapid Bucarest        | dettagli | Bucarest    | Sala Polivalentă Rapid          | 7ª in Divizia A1               |
| Știința Bacău         | dettagli | Bacău       | Sala Sporturilor                | 8ª in Divizia A1               |
| Târgoviște            | dettagli | Târgoviște  | Sala Polivalentă                | Campione di Romania            |
| Turda                 | dettagli | Turda       | Sala Sporturilor Horia Demian   | 1ª in Divizia A2 (girone Vest) |
| Universitatea Cluj    | dettagli | Cluj-Napoca | Sala Sporturilor Horia Demian   | 12ª in Divizia A1              |
| Universitatea Craiova | dettagli | Craiova     | Sala Polivalentă                | 5ª in Divizia A2 (girone Vest) |
| Voluntari             | dettagli | Voluntari   | Sala de Sport Gabriela Szabo    | 6ª in Divizia A1               |

## Torneo

### Regular season

#### Risultati
| Prima giornata |                                     |     |                     |
|                |                                     |     |                     |
| 08-10          | Alba-Blaj - Lugoj                   | 3-0 | 25-19, 25-16, 25-20 |
| 09-10          | Turda - Târgoviște                  | 0-3 | 17-25, 17-25, 14-25 |
| 09-10          | Medgidia - Universitatea Craiova    | 3-0 | 25-23, 25-14, 25-20 |
| 09-10          | Dacia Mioveni - Știința Bacău       | 3-0 | 25-15, 25-19, 25-11 |
| 09-10          | Universitatea Cluj - Rapid Bucarest | 0-3 | 15-25, 11-25, 19-25 |
| 09-10          | Voluntari - Dinamo Bucarest         | 3-0 | 25-21, 25-16, 25-19 |

| Seconda giornata |                                       |     |                                   |
|                  |                                       |     |                                   |
| 16-10            | Lugoj - Dinamo Bucarest               | 3-2 | 25-27, 25-19, 18-25, 25-15, 15-13 |
| 16-10            | Rapid Bucarest - Voluntari            | 3-2 | 22-25, 18-25, 25-23, 25-22, 15-10 |
| 16-10            | Știința Bacău - Universitatea Cluj    | 3-0 | 25-15, 25-17, 25-18               |
| 16-10            | Universitatea Craiova - Dacia Mioveni | 2-3 | 26-24, 24-26, 26-24, 19-25, 13-15 |
| 18-10            | Târgoviște - Medgidia                 | 2-3 | 25-19, 20-25, 25-7, 20-25, 13-15  |
| 16-10            | Alba-Blaj - Turda                     | 3-0 | 25-16, 25-15, 25-15               |

| Terza giornata |                                            |     |                                   |
|                |                                            |     |                                   |
| 24-10          | Turda - Lugoj                              | 0-3 | 22-25, 16-25, 16-25               |
| 23-10          | Medgidia - Alba-Blaj                       | 0-3 | 21-25, 19-25, 22-25               |
| 23-10          | Dacia Mioveni - Târgoviște                 | 0-3 | 23-25, 19-25, 14-25               |
| 23-10          | Universitatea Cluj - Universitatea Craiova | 2-3 | 25-21, 17-25, 17-25, 25-21, 12-15 |
| 23-10          | Voluntari - Știința Bacău                  | 3-2 | 21-25, 23-25, 25-16, 29-27, 15-6  |
| 25-10          | Dinamo Bucarest - Rapid Bucarest           | 3-1 | 27-25, 14-25, 25-20, 25-18        |

| Quarta giornata |                                   |     |                            |
|                 |                                   |     |                            |
| 31-10           | Lugoj - Rapid Bucarest            | 3-0 | 25-23, 25-17, 25-17        |
| 30-10           | Știința Bacău - Dinamo Bucarest   | 3-1 | 25-19, 23-25, 25-17, 25-22 |
| 01-11           | Universitatea Craiova - Voluntari | 0-3 | 22-25, 16-25, 20-25        |
| 30-10           | Târgoviște - Universitatea Cluj   | 3-0 | 25-10, 25-18, 25-15        |
| 30-10           | Alba-Blaj - Dacia Mioveni         | 3-1 | 19-25, 25-7, 25-17, 25-22  |
| 30-10           | Turda - Medgidia                  | 0-3 | 18-25, 19-25, 16-25        |

| Quinta giornata |                                         |     |                                   |
|                 |                                         |     |                                   |
| 06-11           | Medgidia - Lugoj                        | 3-1 | 25-23, 25-23, 20-25, 25-19        |
| 08-11           | Dacia Mioveni - Turda                   | 3-1 | 25-14, 25-16, 20-25, 25-18        |
| 06-11           | Universitatea Cluj - Alba-Blaj          | 0-3 | 17-25, 11-25, 11-25               |
| 06-11           | Voluntari - Târgoviște                  | 3-2 | 21-25, 25-20, 25-23, 21-25, 15-13 |
| 06-11           | Dinamo Bucarest - Universitatea Craiova | 3-1 | 25-17, 25-21, 21-25, 25-18        |
| 06-11           | Rapid Bucarest - Știința Bacău          | 3-0 | 25-16, 25-19, 27-25               |

| Sesta giornata |                                        |     |                                   |
|                |                                        |     |                                   |
| 13-11          | Lugoj - Știința Bacău                  | 3-1 | 18-25, 25-17, 25-18, 25-14        |
| 13-11          | Universitatea Craiova - Rapid Bucarest | 0-3 | 23-25, 14-25, 13-25               |
| 12-11          | Târgoviște - Dinamo Bucarest           | 3-1 | 25-21, 23-25, 25-17, 25-14        |
| 13-11          | Alba-Blaj - Voluntari                  | 3-1 | 25-23, 24-26, 25-17, 25-11        |
| 13-11          | Turda - Universitatea Cluj             | 3-0 | 25-21, 25-12, 25-17               |
| 13-11          | Medgidia - Dacia Mioveni               | 3-2 | 25-13, 25-19, 22-25, 18-25, 15-13 |

| Settima giornata |                                       |     |                     |
|                  |                                       |     |                     |
| 21-11            | Dacia Mioveni - Lugoj                 | 0-3 | 22-25, 19-25, 23-25 |
| 20-11            | Universitatea Cluj - Medgidia         | 0-3 | 23-25, 21-25, 15-25 |
| 20-11            | Voluntari - Turda                     | 3-0 | 25-19, 25-17, 25-22 |
| 21-11            | Dinamo Bucarest - Alba-Blaj           | 0-3 | 21-25, 22-25, 16-25 |
| 19-11            | Rapid Bucarest - Târgoviște           | 0-3 | 22-25, 24-26, 14-25 |
| 20-11            | Știința Bacău - Universitatea Craiova | 0-3 | 23-25, 25-27, 22-25 |

| Ottava giornata |                                    |     |                            |
|                 |                                    |     |                            |
| 28-11           | Lugoj - Universitatea Craiova      | 3-0 | 25-19, 25-16, 25-21        |
| 29-11           | Târgoviște - Știința Bacău         | 3-0 | 25-19, 25-13, 25-17        |
| 27-11           | Alba-Blaj - Rapid Bucarest         | 3-0 | 25-11, 25-16, 25-16        |
| 27-11           | Turda - Dinamo Bucarest            | 1-3 | 16-25, 25-20, 12-25, 19-25 |
| 26-11           | Medgidia - Voluntari               | 1-3 | 23-25, 25-19, 23-25, 20-25 |
| 27-11           | Dacia Mioveni - Universitatea Cluj | 3-0 | 25-13, 25-15, 25-21        |

| Nona giornata |                                    |     |                            |
|               |                                    |     |                            |
| 04-12         | Universitatea Cluj - Lugoj         | 0-3 | 12-25, 17-25, 10-25        |
| 06-12         | Voluntari - Dacia Mioveni          | 3-1 | 25-21, 20-25, 25-11, 25-18 |
| 04-12         | Dinamo Bucarest - Medgidia         | 1-3 | 14-25, 28-26, 20-25, 20-25 |
| 04-12         | Rapid Bucarest - Turda             | 3-0 | 25-19, 25-20, 25-18        |
| 03-12         | Știința Bacău - Alba-Blaj          | 0-3 | 13-25, 12-25, 22-25        |
| 04-12         | Universitatea Craiova - Târgoviște | 0-3 | 20-25, 13-25, 21-25        |

| Decima giornata |                                   |     |                                   |
|                 |                                   |     |                                   |
| 12-12           | Lugoj - Târgoviște                | 2-3 | 25-23, 28-30, 25-27, 25-23, 12-15 |
| 11-12           | Alba-Blaj - Universitatea Craiova | 3-0 | 25-21, 25-12, 25-16               |
| 19-01           | Turda - Știința Bacău             | 2-3 | 26-28, 23-25, 25-21, 26-24, 11-15 |
| 11-12           | Medgidia - Rapid Bucarest         | 0-3 | 23-25, 16-25, 21-25               |
| 13-12           | Dacia Mioveni - Dinamo Bucarest   | 1-3 | 21-25, 25-22, 19-25, 12-25        |
| 13-12           | Universitatea Cluj - Voluntari    | 0-3 | 14-25, 10-25, 15-25               |

| Undicesima giornata |                                      |     |                            |
|                     |                                      |     |                            |
| 19-12               | Voluntari - Lugoj                    | 3-1 | 25-22, 20-25, 25-18, 25-15 |
| 18-12               | Dinamo Bucarest - Universitatea Cluj | 3-0 | 25-13, 25-18, 25-23        |
| 18-12               | Rapid Bucarest - Dacia Mioveni       | 3-0 | 25-17, 26-24, 25-16        |
| 18-12               | Știința Bacău - Medgidia             | 0-3 | 23-25, 13-25, 18-25        |
| 18-12               | Universitatea Craiova - Turda        | 3-0 | 25-19, 25-19, 25-22        |
| 20-12               | Târgoviște - Alba-Blaj               | 3-0 | 26-24, 25-20, 25-20        |

| Dodicesima giornata |                                     |     |                                   |
|                     |                                     |     |                                   |
| 15-01               | Lugoj - Alba-Blaj                   | 2-3 | 25-15, 22-25, 26-24, 28-30, 13-15 |
| 15-01               | Târgoviște - Turda                  | 3-0 | 25-13, 25-21, 25-20               |
| 14-01               | Universitatea Craiova - Medgidia    | 0-3 | 11-25, 15-25, 19-25               |
| 15-01               | Știința Bacău - Dacia Mioveni       | 3-2 | 25-20, 23-25, 18-25, 30-28, 15-8  |
| 15-01               | Rapid Bucarest - Universitatea Cluj | 3-0 | 25-14, 25-18, 25-20               |
| 14-01               | Dinamo Bucarest - Voluntari         | 1-3 | 14-25, 25-19, 16-25, 22-25        |

| Tredicesima giornata |                                       |     |                                   |
|                      |                                       |     |                                   |
| 22-01                | Dinamo Bucarest - Lugoj               | 3-1 | 25-22, 25-21, 19-25, 25-23        |
| 22-01                | Voluntari - Rapid Bucarest            | 3-0 | 25-20, 25-20, 25-19               |
| 22-01                | Universitatea Cluj - Știința Bacău    | 0-3 | 16-25, 19-25, 16-25               |
| 24-01                | Dacia Mioveni - Universitatea Craiova | 0-3 | 15-25, 17-25, 16-25               |
| 22-01                | Medgidia - Târgoviște                 | 2-3 | 22-25, 25-15, 24-26, 25-23, 12-15 |
| 21-01                | Turda - Alba-Blaj                     | 0-3 | 16-25, 18-25, 11-25               |

| Quattordicesima giornata |                                            |     |                            |
|                          |                                            |     |                            |
| 29-01                    | Lugoj - Turda                              | 3-0 | 25-15, 25-15, 25-14        |
| 07-03                    | Alba-Blaj - Medgidia                       | 3-1 | 20-25, 25-16, 25-15, 25-20 |
| 29-01                    | Târgoviște - Dacia Mioveni                 | 3-0 | 25-5, 25-17, 25-15         |
| 29-01                    | Universitatea Craiova - Universitatea Cluj | 3-0 | 25-17, 25-20, 25-21        |
| 29-01                    | Știința Bacău - Voluntari                  | 0-3 | 20-25, 23-25, 10-25        |
| 22-02                    | Rapid Bucarest - Dinamo Bucarest           | 3-0 | 25-23, 25-15, 25-21        |

| Quindicesima giornata |                                   |     |                            |
|                       |                                   |     |                            |
| 05-02                 | Rapid Bucarest - Lugoj            | 1-3 | 21-25, 25-22, 22-25, 19-25 |
| 05-02                 | Dinamo Bucarest - Știința Bacău   | 3-1 | 23-25, 25-18, 25-23, 25-19 |
| 04-02                 | Voluntari - Universitatea Craiova | 3-0 | 25-12, 28-26, 25-18        |
| 05-02                 | Universitatea Cluj - Târgoviște   | 0-3 | 17-25, 8-25, 18-25         |
| 03-03                 | Dacia Mioveni - Alba-Blaj         | 0-3 | 14-25, 17-25, 16-25        |
| 05-02                 | Medgidia - Turda                  | 3-1 | 23-25, 25-13, 27-25, 25-21 |

| Sedicesima giornata |                                         |     |                                   |
|                     |                                         |     |                                   |
| 09-02               | Lugoj - Medgidia                        | 3-1 | 25-21, 25-19, 25-27, 25-20        |
| 09-02               | Turda - Dacia Mioveni                   | 3-1 | 15-25, 25-22, 25-17, 25-18        |
| 09-02               | Alba-Blaj - Universitatea Cluj          | 3-1 | 23-25, 25-11, 25-11, 25-12        |
| 09-02               | Târgoviște - Voluntari                  | 3-1 | 20-25, 25-19, 25-22, 25-15        |
| 09-02               | Universitatea Craiova - Dinamo Bucarest | 1-3 | 25-23, 22-25, 18-25, 20-25        |
| 09-02               | Știința Bacău - Rapid Bucarest          | 3-2 | 17-25, 25-17, 22-25, 25-18, 15-13 |

| Diciassettesima giornata |                                        |     |                                   |
|                          |                                        |     |                                   |
| 12-02                    | Știința Bacău - Lugoj                  | 0-3 | 15-25, 15-25, 18-25               |
| 12-02                    | Rapid Bucarest - Universitatea Craiova | 3-0 | 25-16, 25-18, 25-14               |
| 12-02                    | Dinamo Bucarest - Târgoviște           | 0-3 | 18-25, 22-25, 21-25               |
| 12-02                    | Voluntari - Alba-Blaj                  | 3-2 | 25-21, 20-25, 18-25, 25-22, 15-13 |
| 12-02                    | Universitatea Cluj - Turda             | 0-3 | 18-25, 13-25, 19-25               |
| 14-02                    | Dacia Mioveni - Medgidia               | 1-3 | 25-19, 16-25, 18-25, 21-25        |

| Diciottesima giornata |                                       |     |                                  |
|                       |                                       |     |                                  |
| 16-02                 | Lugoj - Dacia Mioveni                 | 3-0 | 25-19, 25-19, 25-16              |
| 16-02                 | Medgidia - Universitatea Cluj         | 3-0 | 25-15, 25-20, 25-8               |
| 16-02                 | Turda - Voluntari                     | 0-3 | 10-25, 27-29, 20-25              |
| 11-03                 | Alba-Blaj - Dinamo Bucarest           | 3-0 | 25-13, 25-23, 25-14              |
| 16-02                 | Târgoviște - Rapid Bucarest           | 3-0 | 25-19, 25-22, 25-20              |
| 23-02                 | Universitatea Craiova - Știința Bacău | 3-2 | 26-28, 25-21, 22-25, 25-17, 15-9 |

| Diciannovesima giornata |                                    |     |                                   |
|                         |                                    |     |                                   |
| 19-02                   | Universitatea Craiova - Lugoj      | 1-3 | 26-24, 32-34, 13-25, 14-25        |
| 19-02                   | Știința Bacău - Târgoviște         | 2-3 | 25-23, 27-25, 11-25, 21-25, 11-15 |
| 19-02                   | Rapid Bucarest - Alba-Blaj         | 0-3 | 17-25, 18-25, 20-25               |
| 19-02                   | Dinamo Bucarest - Turda            | 3-0 | 25-21, 25-16, 25-14               |
| 21-02                   | Voluntari - Medgidia               | 0-3 | 22-25, 19-25, 19-25               |
| 19-02                   | Universitatea Cluj - Dacia Mioveni | 0-3 | 14-25, 19-25, 19-25               |

| Ventesima giornata |                                    |     |                            |
|                    |                                    |     |                            |
| 26-02              | Lugoj - Universitatea Cluj         | 3-0 | 25-9, 25-15, 25-8          |
| 26-02              | Dacia Mioveni - Voluntari          | 0-3 | 21-25, 22-25, 19-25        |
| 25-02              | Medgidia - Dinamo Bucarest         | 3-1 | 21-25, 25-15, 25-13, 26-24 |
| 26-02              | Turda - Rapid Bucarest             | 3-0 | 25-22, 26-24, 28-26        |
| 25-02              | Alba-Blaj - Știința Bacău          | 3-0 | 25-12, 25-13, 25-19        |
| 26-02              | Târgoviște - Universitatea Craiova | 3-0 | 25-20, 25-9, 25-22         |

| Ventunesima giornata |                                   |     |                                   |
|                      |                                   |     |                                   |
| 05-03                | Târgoviște - Lugoj                | 3-1 | 25-23, 24-26, 25-16, 25-23        |
| 05-03                | Universitatea Craiova - Alba-Blaj | 0-3 | 10-25, 22-25, 20-25               |
| 05-03                | Știința Bacău - Turda             | 1-3 | 20-25, 25-23, 22-25, 25-27        |
| 04-03                | Rapid Bucarest - Medgidia         | 2-3 | 22-25, 25-20, 16-25, 25-13, 13-15 |
| 05-03                | Dinamo Bucarest - Dacia Mioveni   | 3-1 | 25-20, 24-26, 25-17, 25-20        |
| 04-03                | Voluntari - Universitatea Cluj    | 3-0 | 25-13, 25-13, 25-22               |

| Ventiduesima giornata |                                      |     |                            |
|                       |                                      |     |                            |
| 09-03                 | Lugoj - Voluntari                    | 3-1 | 23-25, 25-22, 25-13, 25-23 |
| 10-03                 | Universitatea Cluj - Dinamo Bucarest | 0-3 | 14-25, 22-25, 20-25        |
| 09-03                 | Dacia Mioveni - Rapid Bucarest       | 0-3 | 19-25, 14-25, 23-25        |
| 10-03                 | Medgidia - Știința Bacău             | 3-1 | 25-16, 25-19, 22-25, 25-13 |
| 09-03                 | Turda - Universitatea Craiova        | 1-3 | 24-26, 28-26, 15-25, 21-25 |
| 10-03                 | Alba-Blaj - Târgoviște               | 3-0 | 25-14, 25-23, 25-17        |

#### Classifica
| Pos. | Squadra               | Pt | G  | V  | P  | SV | SP | Ratio | PF    | PS    | Ratio |
| ---- | --------------------- | -- | -- | -- | -- | -- | -- | ----- | ----- | ----- | ----- |
| 1.   | Alba-Blaj             | 60 | 22 | 20 | 2  | 62 | 12 | 5,167 | 1 790 | 1 323 | 1,353 |
| 2.   | Târgoviște            | 56 | 22 | 19 | 3  | 61 | 18 | 3,389 | 1 867 | 1 518 | 1,230 |
| 3.   | Voluntari             | 49 | 22 | 17 | 5  | 56 | 25 | 2,240 | 1 864 | 1 652 | 1,128 |
| 4.   | Medgidia              | 46 | 22 | 16 | 6  | 53 | 30 | 1,767 | 1 887 | 1 699 | 1,111 |
| 5.   | Lugoj                 | 46 | 22 | 15 | 7  | 53 | 28 | 1,893 | 1 912 | 1 648 | 1,160 |
| 6.   | Rapid Bucarest        | 34 | 22 | 11 | 11 | 39 | 35 | 1,114 | 1 639 | 1 569 | 1,045 |
| 7.   | Dinamo Bucarest       | 34 | 22 | 11 | 11 | 40 | 41 | 0,976 | 1 773 | 1 794 | 0,988 |
| 8.   | Universitatea Craiova | 20 | 22 | 7  | 15 | 26 | 50 | 0,520 | 1 559 | 1 764 | 0,884 |
| 9.   | Știința Bacău         | 18 | 22 | 6  | 16 | 28 | 55 | 0,509 | 1 664 | 1 905 | 0,873 |
| 10.  | Dacia Mioveni         | 16 | 22 | 5  | 17 | 25 | 54 | 0,463 | 1 584 | 1 788 | 0,886 |
| 11.  | Turda                 | 16 | 22 | 5  | 17 | 21 | 53 | 0,396 | 1 474 | 1 755 | 0,840 |
| 12.  | Universitatea Cluj    | 1  | 22 | 0  | 22 | 3  | 66 | 0,045 | 1 107 | 1 705 | 0,649 |

      Qualificata al girone primo posto.
      Qualificata al girone quinto posto.
      Qualificata al girone nono posto.

### Girone 1º posto

#### Risultati
| Prima giornata |                        |     |                     |
|                |                        |     |                     |
| 14-03          | Alba-Blaj - Medgidia   | 3-0 | 25-16, 25-16, 25-19 |
| 14-03          | Târgoviște - Voluntari | 3-0 | 25-23, 25-23, 25-23 |

| Seconda giornata |                        |     |                           |
|                  |                        |     |                           |
| 13-04            | Medgidia - Voluntari   | 1-3 | 20-25, 25-7, 18-25, 16-25 |
| 13-04            | Alba-Blaj - Târgoviște | 3-0 | 25-23, 25-11, 25-20       |

| Terza giornata |                       |     |                            |
|                |                       |     |                            |
| 16-04          | Târgoviște - Medgidia | 3-1 | 25-22, 25-18, 23-25, 25-20 |
| 16-04          | Voluntari - Alba-Blaj | 0-3 | 21-25, 14-25, 19-25        |

| Quarta giornata |                        |     |                                   |
|                 |                        |     |                                   |
| 20-04           | Medgidia - Alba-Blaj   | 1-3 | 25-20, 15-25, 14-25, 17-25        |
| 20-04           | Voluntari - Târgoviște | 3-2 | 25-17, 26-24, 27-29, 20-25, 15-12 |

| Quinta giornata |                        |     |                            |
|                 |                        |     |                            |
| 23-04           | Voluntari - Medgidia   | 3-1 | 25-13, 19-25, 25-19, 26-24 |
| 23-04           | Târgoviște - Alba-Blaj | 3-1 | 27-25, 19-25, 25-23, 25-17 |

| Sesta giornata |                       |     |                           |
|                |                       |     |                           |
| 27-04          | Medgidia - Târgoviște | 1-3 | 9-25, 24-26, 25-21, 23-25 |
| 27-04          | Alba-Blaj - Voluntari | 3-0 | 25-17, 25-14, 25-18       |

#### Classifica
| Pos. | Squadra    | Pt | G  | V  | P  | SV | SP | Ratio | PF    | PS    | Ratio |
| ---- | ---------- | -- | -- | -- | -- | -- | -- | ----- | ----- | ----- | ----- |
| 1.   | Alba-Blaj  | 75 | 28 | 25 | 3  | 78 | 16 | 4,875 | 2 275 | 1 698 | 1,340 |
| 2.   | Târgoviște | 69 | 28 | 23 | 5  | 75 | 27 | 2,778 | 2 394 | 2 031 | 1,179 |
| 3.   | Voluntari  | 57 | 28 | 20 | 8  | 65 | 38 | 1,711 | 2 326 | 2 144 | 1,085 |
| 4.   | Medgidia   | 46 | 28 | 16 | 12 | 58 | 48 | 1,208 | 2 335 | 2 241 | 1,042 |

      Campione di Romania.

### Girone 5º posto

#### Risultati
| Prima giornata |                                  |     |                            |
|                |                                  |     |                            |
| 14-03          | Lugoj - Universitatea Craiova    | 3-0 | 25-18, 25-16, 25-12        |
| 14-03          | Rapid Bucarest - Dinamo Bucarest | 1-3 | 22-25, 33-31, 22-25, 23-25 |

| Seconda giornata |                                         |     |                            |
|                  |                                         |     |                            |
| 13-04            | Universitatea Craiova - Dinamo Bucarest | 1-3 | 26-24, 22-25, 11-25, 20-25 |
| 13-04            | Lugoj - Rapid Bucarest                  | 3-0 | 25-19, 26-24, 25-20        |

| Terza giornata |                                        |     |                            |
|                |                                        |     |                            |
| 03-04          | Rapid Bucarest - Universitatea Craiova | 3-1 | 21-25, 25-9, 25-13, 25-18  |
| 16-04          | Dinamo Bucarest - Lugoj                | 1-3 | 25-20, 21-25, 20-25, 19-25 |

| Quarta giornata |                                  |     |                            |
|                 |                                  |     |                            |
| 20-04           | Universitatea Craiova - Lugoj    | 1-3 | 22-25, 25-20, 18-25, 12-25 |
| 20-04           | Dinamo Bucarest - Rapid Bucarest | 3-1 | 18-25, 25-14, 25-22, 25-21 |

| Quinta giornata |                                         |     |                            |
|                 |                                         |     |                            |
| 23-04           | Dinamo Bucarest - Universitatea Craiova | 3-1 | 25-17, 24-26, 25-20, 25-23 |
| 18-04           | Rapid Bucarest - Lugoj                  | 0-3 | 24-26, 23-25, 24-26        |

| Sesta giornata |                                        |     |                            |
|                |                                        |     |                            |
| 27-04          | Universitatea Craiova - Rapid Bucarest | 0-3 | 23-25, 23-25, 17-25        |
| 27-04          | Lugoj - Dinamo Bucarest                | 3-1 | 25-13, 25-18, 20-25, 25-19 |

#### Classifica
| Pos. | Squadra               | Pt | G  | V  | P  | SV | SP | Ratio | PF    | PS    | Ratio |
| ---- | --------------------- | -- | -- | -- | -- | -- | -- | ----- | ----- | ----- | ----- |
| 5.   | Lugoj                 | 64 | 28 | 21 | 7  | 71 | 31 | 2,290 | 2 425 | 2 065 | 1,174 |
| 6.   | Dinamo Bucarest       | 46 | 28 | 15 | 13 | 54 | 51 | 1,059 | 2 330 | 2 331 | 1,000 |
| 7.   | Rapid Bucarest        | 40 | 28 | 13 | 15 | 47 | 48 | 0,979 | 2 126 | 2 049 | 1,038 |
| 8.   | Universitatea Craiova | 20 | 28 | 7  | 21 | 30 | 68 | 0,441 | 1 975 | 2 303 | 0,858 |

### Girone 9º posto

#### Risultati
| Prima giornata |                                    |     |                            |
|                |                                    |     |                            |
| 14-03          | Știința Bacău - Universitatea Cluj | 3-0 | 25-14, 25-15, 25-20        |
| 14-03          | Dacia Mioveni - Turda              | 3-1 | 25-18, 25-16, 15-25, 25-15 |

| Seconda giornata |                               |     |                            |
|                  |                               |     |                            |
| 13-04            | Universitatea Cluj - Turda    | 0-3 | 6-25, 8-25, 15-25          |
| 13-04            | Știința Bacău - Dacia Mioveni | 3-1 | 25-19, 18-25, 25-19, 25-23 |

| Terza giornata |                                    |     |                                   |
|                |                                    |     |                                   |
| 16-04          | Dacia Mioveni - Universitatea Cluj | 3-0 | 25-8, 25-13, 25-13                |
| 16-04          | Turda - Știința Bacău              | 2-3 | 21-25, 20-25, 25-23, 25-14, 11-15 |

| Quarta giornata |                                    |     |                            |
|                 |                                    |     |                            |
| 02-04           | Universitatea Cluj - Știința Bacău | 1-3 | 16-25, 25-23, 13-25, 18-25 |
| 20-04           | Turda - Dacia Mioveni              | 1-3 | 25-17, 23-25, 24-26, 17-25 |

| Quinta giornata |                               |     |                            |
|                 |                               |     |                            |
| 22-04           | Turda - Universitatea Cluj    | 3-1 | 25-14, 17-25, 25-15, 25-23 |
| 23-04           | Dacia Mioveni - Știința Bacău | 3-0 | 25-18, 25-20, 25-22        |

| Sesta giornata |                                    |     |                                  |
|                |                                    |     |                                  |
| 17-04          | Universitatea Cluj - Dacia Mioveni | 0-3 | 14-25, 14-25, 22-25              |
| 27-04          | Știința Bacău - Turda              | 3-2 | 25-23, 25-19, 18-25, 22-25, 15-8 |

#### Classifica
| Pos. | Squadra            | Pt | G  | V  | P  | SV | SP | Ratio | PF    | PS    | Ratio |
| ---- | ------------------ | -- | -- | -- | -- | -- | -- | ----- | ----- | ----- | ----- |
| 9.   | Știința Bacău      | 31 | 28 | 11 | 17 | 43 | 64 | 0,672 | 2 197 | 2 389 | 0,920 |
| 10.  | Dacia Mioveni      | 31 | 28 | 10 | 18 | 41 | 59 | 0,695 | 2 078 | 2 188 | 0,950 |
| 11.  | Turda              | 24 | 28 | 7  | 21 | 33 | 66 | 0,500 | 2 006 | 2 251 | 0,891 |
| 12.  | Universitatea Cluj | 1  | 28 | 0  | 28 | 5  | 84 | 0,060 | 1 418 | 2 195 | 0,646 |

      Retrocessa in Divizia A2.

## Classifica finale
| Pos | Squadra               | Qualificazione           |
| --- | --------------------- | ------------------------ |
|     | Alba-Blaj             | Champions League 2022-23 |
| 2   | Târgoviște            | Champions League 2022-23 |
| 3   | Voluntari             | Coppa CEV 2022-23        |
| 4   | Medgidia              |                          |
| 5   | Lugoj                 | Challenge Cup 2022-23    |
| 6   | Dinamo Bucarest       |                          |
| 7   | Rapid Bucarest        | Challenge Cup 2022-23    |
| 8   | Universitatea Craiova |                          |
| 9   | Știința Bacău         |                          |
| 10  | Dacia Mioveni         |                          |
| 11  | Turda                 | Divizia A2 2022-23       |
| 12  | Universitatea Cluj    | Divizia A2 2022-23       |

## Statistiche
| Rendimento individuale | Rendimento individuale | Rendimento individuale | Rendimento individuale |
| Pos.                   | Nome                   | Punti                  | Squadra                |
| ---------------------- | ---------------------- | ---------------------- | ---------------------- |
| 1                      | Jelena Vulin           | 502                    | Dinamo Bucarest        |
| 2                      | Ioana Baciu            | 490                    | Medgidia               |
| 3                      | Carla Castiglione      | 400                    | Turda                  |
| 4                      | Laura Pascua           | 394                    | Turda                  |
| 5                      | Loredana Filipaş       | 370                    | Lugoj                  |
| 6                      | Viktorija Russu        | 362                    | Alba-Blaj              |
| 7                      | Ana Maria Lupa         | 360                    | Știința Bacău          |
| 8                      | Rodica Buterez         | 350                    | Târgoviște             |
| 9                      | Ramona Breban          | 347                    | Universitatea Craiova  |
| 10                     | Eli Uattara            | 340                    | Voluntari              |

| Attacchi vincenti | Attacchi vincenti | Attacchi vincenti | Attacchi vincenti     |
| Pos.              | Nome              | Punti             | Squadra               |
| ----------------- | ----------------- | ----------------- | --------------------- |
| 1                 | Ioana Baciu       | 444               | Medgidia              |
| 2                 | Jelena Vulin      | 426               | Dinamo Bucarest       |
| 3                 | Laura Pascua      | 355               | Turda                 |
| 4                 | Carla Castiglione | 347               | Turda                 |
| 5                 | Loredana Filipaş  | 318               | Lugoj                 |
| 6                 | Ana Maria Lupa    | 313               | Știința Bacău         |
| 7                 | Viktorija Russu   | 310               | Alba-Blaj             |
| 8                 | Rodica Buterez    | 294               | Târgoviște            |
| 9                 | Ramona Breban     | 287               | Universitatea Craiova |
| 9                 | Eli Uattara       | 287               | Voluntari             |

| Muri vincenti | Muri vincenti    | Muri vincenti | Muri vincenti   |
| Pos.          | Nome             | Punti         | Squadra         |
| ------------- | ---------------- | ------------- | --------------- |
| 1             | Neira Ortiz      | 93            | Târgoviște      |
| 2             | Denisa Ionescu   | 89            | Dinamo Bucarest |
| 3             | Alexandra Sobo   | 75            | Rapid Bucarest  |
| 4             | Jovana Kocić     | 74            | Alba-Blaj       |
| 5             | Leah Meyer       | 71            | Târgoviște      |
| 6             | Ana Otašević     | 68            | Dacia Mioveni   |
| 7             | Nađa Ninković    | 67            | Alba-Blaj       |
| 7             | Milica Zivanović | 67            | Dinamo Bucarest |
| 9             | Dar'ja Ionava    | 62            | Voluntari       |
| 10            | Marjorie Corrêa  | 61            | Rapid Bucarest  |

| Battute vincenti | Battute vincenti      | Battute vincenti | Battute vincenti   |
| Pos.             | Nome                  | Punti            | Squadra            |
| ---------------- | --------------------- | ---------------- | ------------------ |
| 1                | Olga Strantzalī       | 38               | Alba-Blaj          |
| 2                | Sara Ranković         | 34               | Dacia Mioveni      |
| 2                | Milica Zivanović      | 34               | Dinamo Bucarest    |
| 4                | Jelena Vulin          | 33               | Dinamo Bucarest    |
| 5                | Dar'ja Ionava         | 31               | Voluntari          |
| 6                | Adina Stanciu         | 30               | Dacia Mioveni      |
| 7                | Ramona Rus            | 27               | Medgidia           |
| 8                | Maria Valentina Badea | 26               | Universitatea Cluj |
| 8                | Lizaveta Bahayeva     | 26               | Târgoviște         |
| 8                | Andreea Gemănariu     | 26               | Lugoj              |